# جين ماس
جين ماس (بالفرنسية: Jeanne Mas)‏ هي مغنية وكاتبة أغاني وممثلة فرنسية، ولدت في 28 فبراير 1958 في لقنت في إسبانيا.

## وصلات خارجية
- الموقع الرسمي
- جين ماس على موقع IMDb (الإنجليزية)
- جين ماس على موقع ألو سيني (الفرنسية)
- جين ماس على موقع ميوزك برينز (الإنجليزية)
- جين ماس على موقع أول موفي (الإنجليزية)
- جين ماس على موقع أول ميوزيك (الإنجليزية)
- جين ماس على موقع ديسكوغز (الإنجليزية)
- جين ماس على موقع قاعدة بيانات الفيلم (الإنجليزية)
- جين ماس على موقع كينوبويسك (الروسية)